# Peñate

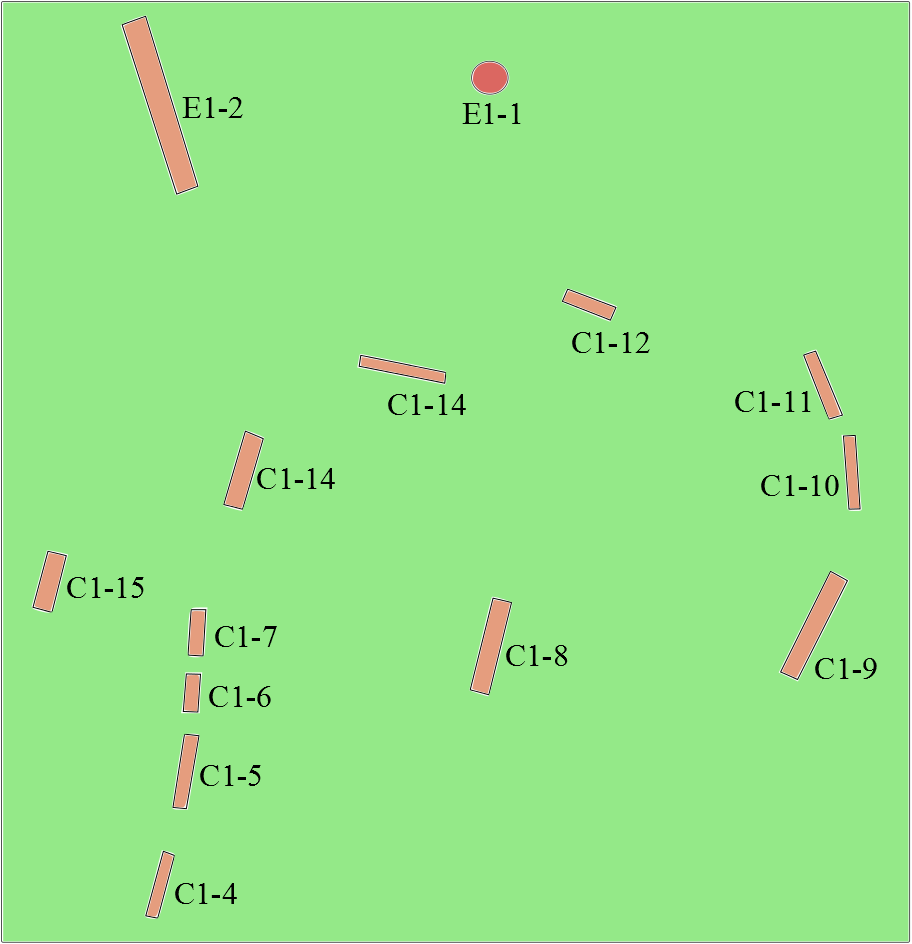
Estructuras del sitio arqueológico Peñate

Peñate es un sitio arqueológico del período posclásico (900 - 1524 d. C.) ubicado en la ciudad de Chalchuapa, departamento de Santa Ana, El Salvador, a unos 300 metros al poniente del parque arqueológico Casa Blanca, que sería sede de alguno de los calpullis de Chalchuapa en los tiempos anteriores de la conquista española.
Su mayor desarrollo se daría en el posclásico tardío (1200 - 1524 d. C.), luego que en el siglo XIII fuesen desocupados los sitios de Tazumal y Nuevo Tazumal. El sitio contaba con 14 estructuras de las cuales 13 son rectangulares y 1 circular, todas ellas construidas de piedra y tierra.

## Estructuras
El sitio fue descubierto por J. Lishka en 1969 en un reconocimiento superficial; posteriormente Robert Sharer haría más investigaciones. Hallándose un total de 14 estructuras, plataformas bajas hechas de losas de piedra o lajas (dispuestas sin mortero) y de tierra; cuya denominación arqueológico dada por Sharer iniciaría con C1 (que van de C1-4 a C1-15) o E1 (únicamente E1-1 y E1-2); todas ellas con una altura que se encuentra entre los 1.5 y 2.5 metros, y siendo todas de forma rectangular a excepción de E1-1 que es circular (por lo que esta última podría ser de uso ceremonial).
Diez de las plataformas (C1-4 a C1-7 y C1-9 a C1-14) se encuentran formando un recinto o plaza desigual abierta hacia el sur, con la estructura C1-8 en el centro de la plaza; y al norte de esta plaza se encuentran las estructuras E1-1 y E1-2.

### Estructuras C1-8 y C1-9
Las únicas excavaciones realizadas por Sharer en la zona fueron en la plaza y en las estructuras C1-8 y C1-9; de esas dos estructuras, la primera estaba sufriendo saqueo del propietario del terreno en que se encontraba, y la segunda había sido biseccionada por una línea de la propiedad y solo se pudo excavar los sectores sur y este.
La estructura C1-8 contaba con 2 cuerpos o terrazas; teniendo su terraza basal un perímetro de 20 x 6 metros y una altura de 1.9 metros, mientras que de su segundo cuerpo solo quedaban remanentes con lo que se calcula que su altura sería de 1.70 metros; y sobre su cima se encontraría una edificación hecha de bahareque. De las excavaciones se recuperaron tiestos del posclásico temprano (900 - 1200 d. C.) y posclásico tardío (1200 - 1524 d. C.).
La estructura C1-9 era similar a la C1-8 pero sus terrazas no eran tan altas o masivas como las de aquella. El perímetro de su terraza basal se estimó en 21.5 x 6 metros, y su altura de 1.50 metros; asimismo, se encontró evidencia de un segundo cuerpo, de que la estructura probablemente estuviese recubierta por un repello de adobe, y de que en su superficie había una construcción de adobe. Por los tiestos encontrados en el relleno de su construcción se calcula qué la estructura fue edificada en el posclásico tardío; y debido a su tamaño o permanencia, Sharer consideró qué tanto esta estructura como la C1-8 eran hogares de personajes de élite, aunque no descartó qué tuviesen alguna otra función (como puede ser almacenaje, ceremonial, etc).

## Temporalidad e historia

Pueblos indígenas que habitaban el territorio salvadoreño durante el protohistórico (antes de la conquista española): 1. Nahuas 2. Lencas, 3. Kakawiras o Cacaoperas, 4. Xincas, 5. Mayas Chortis, 6. Mayas Pokomames, 7. Chorotegas.

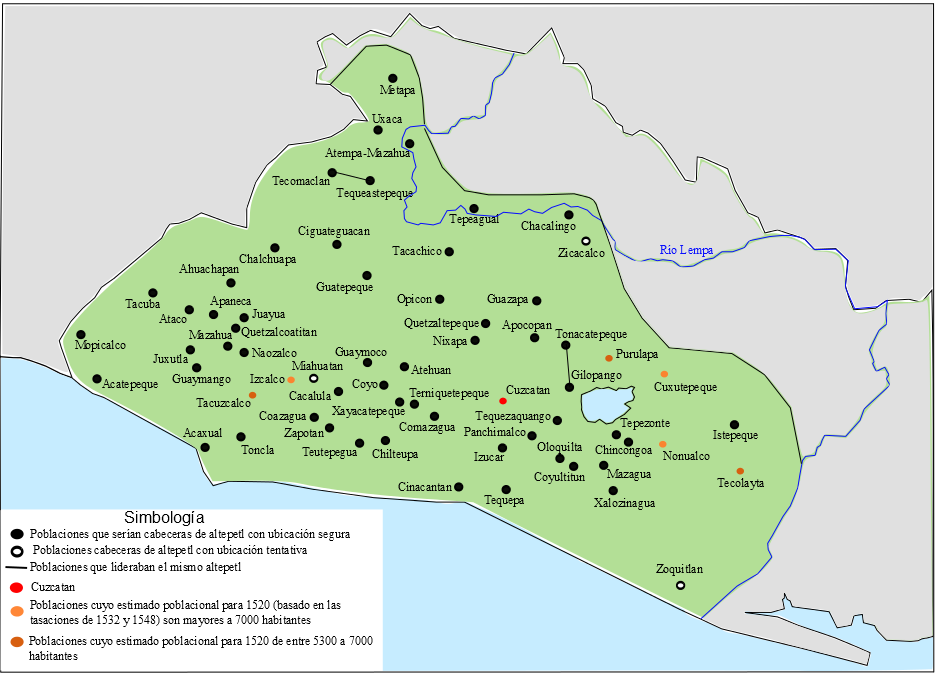
Chalchuapa y las demás cabeceras de altépetl o provincias que formaban del Señorío de Cuzcatlán para el momento de la conquisa

En los sondeo arqueológicos hechos por Sharer en la plaza encontró algunos materiales provenientes del período preclásico tardío (fases culturales Chul, 400 a. C - 200 a. C.; y Caynac, 200 a. C. - 200 d. C.) y de tiempos históricos (posteriores a la conquista); pero la principal ocupación del sitio ocurriría en el período posclásico.
Como se mencionó anteriormente, la estructura C1-8 sería construida en el posclásico temprano, lo que culturalmente en la zona se conoce como fase Matzin. Mientras que la estructura C1-9 dataría del posclásico tardío, lo que es la fase Ahal, tiempo que se daría el apogeo del sitio ya que es el más representado arqueológicamente.

### Posclásico tardío
Varias migraciones de poblaciones originarias de México y probablemente nahuablantes se producirían desde finales del período clásico tardío (600 - 900 d. C.) y en el posclásico (900 - 1524 d. C.); las cuáles paulatinamente sustituirían la cultura y religión de las poblaciones mayas locales. La última de estas migraciones se produciría por el 1200 d. C. y correspondería a los nonoalcas, quienes darían origen a la cultura qué después de la conquista sería conocida como pipiles, y que establecerían el Señorío de Cuzcatlán. Asimismo, en Chalchuapa durante el siglo XIII, Tazumal sería completamente abandonado, trasladándose el centro ceremonial de Chalchuapa a la zona nuclear de la población actual; y se produciría también la migración de mayas hablantes de pokomam que los pipiles permitirían asentarse en las poblaciones fronterizas (específicamente Chalchuapa, Ahuachapán y Atiquizaya) para servir de amortiguador fronterizo.
Tanto las entidades políticas nahuas como las mayas, del posclásico tardío, estaban organizadas en un sistema celular en el que cada unidad tenía mayor o menor autonomía, pudiendo tener sus propios rasgos lingüísticos, culturales, y de relaciones comerciales. En el centro de este sistema estaba el altepétl (llamado tenamit por los pokomames), un territorio con un gobernante (dinastico o designado por un ente superior) que contaba con un conjunto de partes constitutivas con nombres propios llamadas calpullis (qué los pokomames llamaban molam); estos, a su vez estaban integrados por uno o varios linajes (qué podían tener un origen distinto), cada uno con su propia función o especialización, qué estaban compuestos por nobles y plebeyos (los primeros con tierras propias y los segundos con tierras comunales dados por los primeros), y donde los líderes de los linajes de rango alto ocupaban los más importantes puestos políticos.
En el centro de cada uno de los calpulli o molam se encontraría una plaza, que estaba rodeada por las estructuras más importantes política y religiosamente hablando, y qué podían estar junto con plazas de otros calpullis o estar dispersos en el territorio del altépetl. Estas plazas eran lugares públicos que aumentaban la integración entre la nobleza y los plebeyos. Su estructura más destacadas eran las casas alargadas donde conferenciaban los líderes de cada uno de los linajes que conformaban el calpulli (correspondiéndole al linaje principal la casa más larga).
Chalchuapa en su fase Ahal, que abarca todo este período, era uno de los altepétl qué constituían el Señorío de Cuzcatlán y que probablemente tributaban directamente a la capital, como lo muestra el hecho que comparte con ella la mayoría de grupos cerámicos (específicamente Joateca, Guajoyo y Chuquezate). La localidad estaría constituida por calpullis nahuas y molam pokomames; siendo Peñate una de estas demarcaciones.
En lo que respecta a cerámica, hay una simplificación del inventario en la que siguen las cerámicas locales y desaparecen las cerámicas foráneas de la de la anterior fase Matzin; a la vez que en los grupos de cerámica se aprecia mayoritariamente un desarrollo local y que comparten rasgos propios del horizonte protohistorico de las tierras altas mayas de Guatemala. De la fase anterior continúan los grupos Guajoyo y Chuquezate, y quizás también Cozatol y Marihua (en esta última quizás más probablemente el tipo Tasajera inciso). Se mantiene la tradición de cerámica café sin engobe con el grupo Joateca; y resurge la tradición crema polícroma con el grupo Chinautla, que provendría de las tierras altas mayas de Guatemala y probablemente estaría relacionado con los pokomames que habitaron la localidad.
Para 1532, cuatro años después de la conquista de Cuzcatlán y la fundación de la segunda villa de San Salvador, según la Relación de Marroquín, Chalchuapa estaba encomendada en Juan de Arevalo, tenía unas 300 casas (lo que significa que tenía 1500 habitantes, con lo que se estima que para 1520, antes de la conquista, tenía 3000 habitantes), su altepétl o provincia abarcaba aproximadamente 62,53 km² (y también incluiría a Atiquizaya), y cultivaba maíz, cacao, algodón y producía ropa. Más adelante, en 1569, el obispo de Guatemala Bernardino Villalpando consagraría la parroquia de la localidad a Santiago Apóstol, lo que llevaría a la concentración de la población alrededor de ella y por ende al abandono de Peñate.